# Henri Copponex
 (mars 2012).
Si vous disposez d'ouvrages ou d'articles de référence ou si vous connaissez des sites web de qualité traitant du thème abordé ici, merci de compléter l'article en donnant les références utiles à sa vérifiabilité et en les liant à la section « Notes et références ».
Henri Copponex, né à Genève le 25 septembre 1907 et mort le 9 juin 1970 à Perroy, est un architecte naval et régatier suisse, médaillé de bronze aux Jeux olympiques d'été de 1960. 

## Biographie
Adolescent, il dessine et fait déjà naviguer des modèles. Devenu ingénieur civil diplômé de l'École polytechnique fédérale de Zurich, il sera aussi architecte naval et barreur émérite.
À la demande de la Société genevoise d'encouragement à la navigation de plaisance, Copponex dessine le Moucheron en 1934, puis le Lacustre en 1938. Il est également l'auteur de plans de 30 m² suédois, de 15 m² SNS, et d'une trentaine de 5.5 m Jauge internationale (JI), dont les Ylliam X, Tam-Tam ou Ballerina IV et V.
Après le succès du Lacustre, il dessine l'Espadon, qui devait être, d'après lui, une version plus aboutie du Lacustre. En 1951, il surprend encore en dessinant un catamaran. Mais Copponex ne s'intéresse pas qu'aux bateaux de course. Il dessine également des canots de sociétés de sauvetage, entre autres ceux de Nyon, de Saint-Prex, de Morges et du Bouveret. En 1969, Copponex crée son dernier bateau, le Paladin.
Au cours de sa carrière sportive, il gagne une douzaine de titres nationaux en 6 m JI, en 15 m² Série nationale suisse (SNS) ainsi qu'en Lacustre. Il participe à de nombreuses régates internationales : en 1928 à Cannes sur 6 m JI ; à Gênes, où il remporte victoire sur victoire dans la série des 5.5 m JI en 1952, 1958 et 1960. Il représente la Suisse aux Jeux Olympiques de 1948 à Torquay (7e place en 6 m JI) ; puis en 1952 aux Jeux olympiques d'Helsinki (10e place en 5.5 m JI). Et c'est aux JO de Rome (Naples), en 1960, avec le 5.5 m JI Ballerina IV, qu'Henri Copponex, Manfred Metzger, propriétaire du voilier, et Pierre Girard remportent une médaille de bronze. Lors de cette course, cinq des voiliers en lice sont signés Copponex. 
Avec un tel palmarès, le « prince du lac », comme l'appelait un journal sportif, est entré de son vivant dans la légende. Par son talent et sa forte personnalité, Copponex influença le yachting genevois des années 1930 à 1970. Il était aussi apprécié pour ses qualités humaines, sa simplicité et sa modestie.
Son décès prématuré en 1970 priva les amoureux du lac d'un grand sportif et d'un architecte naval talentueux. Chaque année, la Société nautique de Genève organise le Mémorial Copponex en son honneur.

## L'Association des Archives Henri Copponex
L'Association des Archives Henri Copponex a été constituée en 2006. Elle est présidée par Françoise Copponex, fille d'Henri Copponex, et compte notamment parmi les membres de son comité: Pierre Girard, équipier et ami d'Henri Copponex, vice-président, et Carinne Bertola, conservatrice du musée du Léman. L'association a pour objectif de soutenir la conservation de l'œuvre d'Henri Copponex et d'organiser diverses manifestations pour la faire perdurer. Pour conserver l'œuvre de l'architecte naval, l'Association des AHC a pour premier projet de numériser tous les plans existants (environ 700 pièces)[réf. nécessaire].